# Катастрофа Ту-134 под Петрозаводском
Катастрофа Ту-134 под Петрозаводском — авиационная катастрофа, произошедшая 20 июня 2011 года. Авиалайнер Ту-134А-3 авиакомпании «РусЭйр» выполнял плановый внутренний рейс ЦГИ-9605 (РЛУ-243) по маршруту Москва—Петрозаводск (по заказу авиакомпании «РусЛайн»), но при заходе на посадку в неблагоприятных погодных условиях (низкая слоистая облачность высотой 30-40 метров, переходящая в туман с видимостью 500—700 метров) зацепил деревья и рухнул на землю неподалёку от деревни Бесовец приблизительно в 1,2 километра от аэропорта Петрозаводска. Из находившихся на его борту 52 человек (43 пассажира и 9 членов экипажа) погибли 47 (44 в момент катастрофы, ещё 3 позднее умерли в больницах).
Катастрофа рейса 9605 стала крупнейшей на территории Республики Карелия.Это была последняя катастрофа самолета Ту 134

## Сведения о рейсе 9605

### Самолёт
Ту-134А-3 (регистрационный номер RA-65691, заводской 63195, серийный 57-03) был выпущен Харьковским авиазаводом 29 апреля 1980 года. 7 мая 1980 года был передан авиакомпании «Аэрофлот» (с 7 мая 1980 года по 21 августа 1984 года — МГА СССР, 235-й Отдельный Представительный АО, с 21 августа 1984 года по август 1993 года — МГА СССР, Северо-Кавказское УГА, Волгоградский ОАО). С марта 1993 года по 4 августа 2000 года принадлежал авиакомпании «Волга-Авиаэкспресс» (с 25 августа 1998 года по 4 августа 2000 года находился на хранении). 4 августа 2000 года был куплен казанской авиакомпанией «Татарстан», от которой с 28 февраля по 27 августа 2001 года сдавался в лизинг Чебоксарским АП — Чувашия. В марте 2011 года был куплен авиакомпанией «РусЭйр». Оснащён двумя двухконтурными турбореактивными двигателями Д-30-III производства Пермского моторного завода. На день катастрофы 31-летний авиалайнер совершил 20 977 циклов «взлёт-посадка» и налетал 35 591 час.

### Экипаж и пассажиры
Самолётом управлял опытный экипаж, состав которого был таким:
- Командир воздушного судна (КВС) — 44-летний Александр Иванович Фёдоров. Опытный пилот, проработал в авиакомпании «РусЭйр» 3 месяца (с марта 2011 года). Управлял вертолётом Ми-8 и самолётом Ан-2. В должности командира Ту-134 — с 2008 года (до этого управлял им в качестве второго пилота). Налетал 8501 час, 3158 из них на Ту-134 (1627 из них в качестве КВС).
- Второй пилот — 40-летний Сергей Николаевич Карякин. Опытный пилот, проработал в авиакомпании «РусЭйр» 7 месяцев (с ноября 2010 года). Управлял самолётом Ан-2. В должности второго пилота Ту-134 — с апреля 2007 года. Налетал 2846 часов, 1099 из них на Ту-134.
- Штурман-инструктор — 50-летний Аманберды Атаев. Проработал в авиакомпании «РусЭйр» 10 месяцев (с августа 2010 года). В качестве штурмана управлял самолётом Ан-24. В должности штурмана Ту-134 — с марта 1985 года, а в должности штурмана-инструктора Ту-134 — с 1997 года. Налетал 13 699 часов, 13 464 из них на Ту-134.
- Бортмеханик — 56-летний Виктор Евгеньевич Тимошенко. Проработал в авиакомпании «РусЭйр» 5 лет (с июля 2005 года). В качестве бортмеханика управлял самолётом Як-40. В должности бортмеханика Ту-134 — с декабря 2001 года. Налетал 11 231 час, 2494 из них на Ту-134.

В салоне самолёта работали три стюардессы:
- Юлия Сергеевна Гурина, 28 лет.
- Елена Николаевна Ерофеева, 27 лет.
- Юлия Сергеевна Скворцова, 24 года.

Также в состав экипажа входили авиатехники Александр Александрович Федорченко (44 года) и Михаил Никитич Карпук (57 лет).
| Гражданство  | Пассажиры | Экипаж | Всего |
| ------------ | --------- | ------ | ----- |
| Россия       | 34        | 9      | 43    |
| Россия / США | 4         | 0      | 4     |
| Украина      | 2         | 0      | 2     |
| Белоруссия   | 1         | 0      | 1     |
| Нидерланды   | 1         | 0      | 1     |
| Швеция       | 1         | 0      | 1     |
| Всего        | 43        | 9      | 52    |

Среди пассажиров на борту самолёта находился арбитр FIFA Владимир Петтай.
Всего на борту самолёта находились 52 человека — 43 пассажира и 9 членов экипажа.

## Хронология событий

### Предшествующие обстоятельства
17 июня 2011 года рейс РЛУ-243 авиакомпании «РусЛайн», который должен был пройти 20 июня того же года по маршруту Москва—Петрозаводск, был заменён в установленном порядке на рейс ЦГИ-9605 авиакомпании «РусЭйр» 20 июня 2011 года по маршруту Москва—Петрозаводск на самолёте Ту-134А-3 борт RA-65691, на который были приняты пассажиры по всем ранее проданным авиабилетам. Замена самолёта была произведена в связи с планируемым увеличением пассажиропотока на линии Москва—Петрозаводск—Москва, в связи с чем принято решение об увеличении количества пассажирских кресел на данном рейсе с 50 до 66. Авиакомпания «РусЛайн» осуществляла рейсы на самолётах Bombardier CRJ-100/200 в компоновке 50 кресел (самолёты Ту-134 в авиапарке «РусЛайна» отсутствовали). По другим данным, авиакомпания «РусЛайн» не имела достаточного количества самолётов для выполнения регулярных рейсов, так как замены рейсов проводились и ранее. Кроме того, на момент вылета (20 июня 2011 года) на данный рейс было продано 47 билетов, а по состоянию на 17 июня 2011 года — 35 билетов, что не свидетельствовало о резком увеличении пассажиропотока.

### Вылет из Москвы
Рейс ЦГИ-9605 вылетел из аэропорта Домодедово в 22:30 MSK (18:30 UTC), на его борту находились 52 человека — 9 членов экипажа и 43 пассажира (среди них 8 детей). Прогноз погоды по Петрозаводску предусматривал: ветер у земли 120°, 4 м/с, видимость 3000 метров, временами ухудшение до 1500 метров, слабый дождь, дымка, облачность значительная 5—7 октантов с нижней границей 120 метров, временами 90 метров, сплошная облачность 8 октантов с нижней границей 3000 метров. При передаче данных о погоде дежурный синоптик аэропорта Петрозаводска предупредил командира о намерении подготовить корректив к прогнозу, так как ожидал ухудшение погоды в районе аэропорта. По действующему регламенту изменения в прогнозе погоды передаются экипажам по их запросам, которых экипаж рейса 9605 до взлёта не делал, несмотря на задержку вылета на 20 минут. Основную часть маршрута от Москвы до Петрозаводска рейс ЦГИ-9605 летел на эшелоне FL300 (9150 метров).

### Подлёт к Петрозаводску
В 23:10, по запросу экипажа, авиадиспетчером Петрозаводск-Вышка Сергеем Шматковым на рейс 9605 переданы сведения о фактической погоде Петрозаводска за 22:00: ветер у земли 80°, 2 м/с, видимость 2100 метров, сплошная облачность, на основном пункте 140 метров, на ближнем приводе 200 метров, МКпос=12°. Фактическая погода не соответствовала эксплуатационному минимуму аэродрома, утверждённому эксплуатантом (авиакомпанией «РусЭйр»), однако КВС необоснованно продолжил полет в пункт назначения. В 23:20, после проведенной в полном объёме предпосадочной подготовки, экипаж приступил к снижению.
В 23:28 экипаж снизил лайнер до 4500 метров и получил разрешение на снижение до эшелона перехода 1500 метров. В 23:30 экипажу была передана фактическая погода: температура + 15 градусов тепла, штиль, видимость 2100 метров, дымка, облачность сплошная, на основном пункте наблюдения (ОПН) 130 метров, на БПРМ — 170 метров. Рейс 9605 совершал заход на посадку на курсе 12° в условиях низкой облачности и недостаточной видимости, при этом отклонился от расчётного вертикального профиля снижения и посадочного курса. В тот момент в аэропорту Петрозаводска, по данным официальных метеонаблюдений, высота нижней границы облаков (ВНГО) была 120—150 метров, дальность видимости 2100—2500 метров. Минимум (минимальная высота снижения × дальность видимости) аэродрома Петрозаводск, указанный аэропортом в НОТАМ, для гражданских самолётов класса C, D по ОСП (основной системе посадки — дальний и ближний приводные радиомаяки) с фиксацией точки входа в глиссаду, составлял с курсом посадки 012 110×2100 м. Вместе с тем, официально наблюдаемая погода (120×2100 метров) не соответствовала эксплуатационному минимуму аэропорта Петрозаводск (165×3500 метров), утверждённому эксплуатантом, и согласно Федеральным авиационным правилам «Подготовка и выполнение полётов в гражданской авиации Российской Федерации» (ФАП-128) не давала права КВС выполнять снижение и заход на посадку. Однако в нарушение ФАП-128 экипаж рейса 9605 руководствовался минимумом, указанным в НОТАМ.
В 23:32 на высоте 2700 метров КВС отключил автопилот по боковому каналу и в дальнейшем осуществлял пилотирование в ручном режиме. В 23:33 экипаж доложил высоту (1500 метров), установил давление аэропорта, настроил АРК № 1 и № 2 на ДПРМ и БПРМ и продолжил снижение до 900 метров. В 23:35 пилоты получили разрешение на снижение до 500 метров. После выполнения четвёртого разворота лайнер находился в 4 километрах левее ВПП № 01 аэропорта Петрозаводска. Введённая в систему точка начала четвёртого разворота была на удалении 1,6 километра от ВПП, в то время как потребное упреждение для начала разворота составляет 3—3,2 километра. Выходу из разворота с боковым уклонением также способствовал юго-восточный ветер до 9 м/с. После выхода из разворота с боковым уклонением с целью выхода в створ ВПП, штурман дал КВС команду о выполнении доворота вправо на курс 30°.

### Снижение
В 23:36 по команде КВС бортмеханик выпустил шасси. В 23:36:40 штурман сообщил, что до ВПП 21 километр и самолёт находится в 2,3 километрах левее створа ВПП. В 23:37:28 диспетчер сообщил экипажу об удалении 18 километров до ВПП и нахождении самолёта на посадочном курсе. В 23:37:35 командир взял курс 15° (с учётом левого угла сноса 3°). По команде КВС бортмеханик приступил к выпуску закрылков сначала на 20°, а затем на 30°. По окончании выпуска закрылков штурман проинформировал об удалении 500 метров до ТВГ и нахождении самолёта строго в створе ВПП. При выпуске закрылков высота полёта рейса 9605 увеличилась с 500 до 550 метров в связи с тем, что КВС своевременно не компенсировал увеличение подъёмной силы крыла при выпуске закрылков отклонением колонки штурвала «от себя».
После информации штурмана о нахождении лайнера в точке входа в глиссаду, КВС, выдерживая магнитный курс 16°, с высоты 550 метров приступил к снижению на скорости 290—300 км/ч с рассчитанной вертикальной скоростью снижения 4 м/с. После доклада второго пилота о готовности к посадке диспетчер дал добро на посадку и сообщил, что самолёт в 8 километрах от аэропорта. В 23:38:54 штурман проинформировал командира о необходимости увеличения курса на 3° с целью компенсации сноса из-за наличия бокового ветра справа. Из-за входа в глиссаду на высоте 550 метров при выдерживании вертикальной скорости, рассчитанной для входа в глиссаду на высоте 500 метров, лайнер прошёл ДПРМ на высоте 385 метров, на 55 метров выше заданной. После пролёта ДПРМ, по команде штурмана, данной с целью корректировки траектории движения, командир увеличил вертикальную скорость снижения до 6 м/с.
В 23:39:21 штурман определил угол сноса 5° влево и дал команду: Влево 5 снос, на этом курсе идём, влево не бери. В 23:39:35 штурман доложил: Удаление 4, контрольная 220, пока вертикальная 6 метров. При дальнейшем снижении на высоте 150—200 метров имело место ослабление ветра и снос уменьшился. Командир продолжал удерживать курс 17°, что привело к уклонению вправо от заданной траектории. Поскольку штурман выдерживал направление по данным спутниковой системы навигации KLN-90В, не учитывая показания АРК, уклонение самолёта вправо от оси ВПП оказалось незамеченным для экипажа.
На высоте 150 метров и в 3 километрах от ВПП самолёт пересёк заданную глиссаду снижения, для выдерживания которой требовалось установить вертикальную скорость снижения 4 м/с, в то время как вертикальная скорость, выдерживаемая КВС, продолжала оставаться равной порядка 5—5,5 м/с. При дальнейшем снижении на высоте 140 м (высота начала визуальной оценки) и 110 м (высота принятия решения) в нарушение технологии работы членов экипажа штурман не дал команды «Оценка» и «ВПР». Но вместо ухода на второй круг КВС продолжил снижение ниже ВПР, не установив визуального контакта с огнями подхода и наземными ориентирами. Второй пилот при наличии на высоте менее 100 метров вертикальной скорости более 5 м/с не подал команду Крутое снижение. С высоты 70 метров бортмеханик через каждые 10 метров начал отсчёт высоты по радиовысотомеру.
В 23:40:02 штурман дал команду: Удаление два, оценка. Соотношение высоты и удаления лайнера от ВПП свидетельствовало о нахождении самолёта значительно ниже заданной траектории снижения. Однако экипаж продолжил снижение с прежней вертикальной скоростью. По команде штурмана «Оценка» командир, не передав управление второму пилоту, приступил к установлению контакта с наземными ориентирами, вследствие чего контроль за параметрами снижения самолёта был упущен, что способствовало развитию правого крена и сохранению повышенной вертикальной скорости.

### Катастрофа

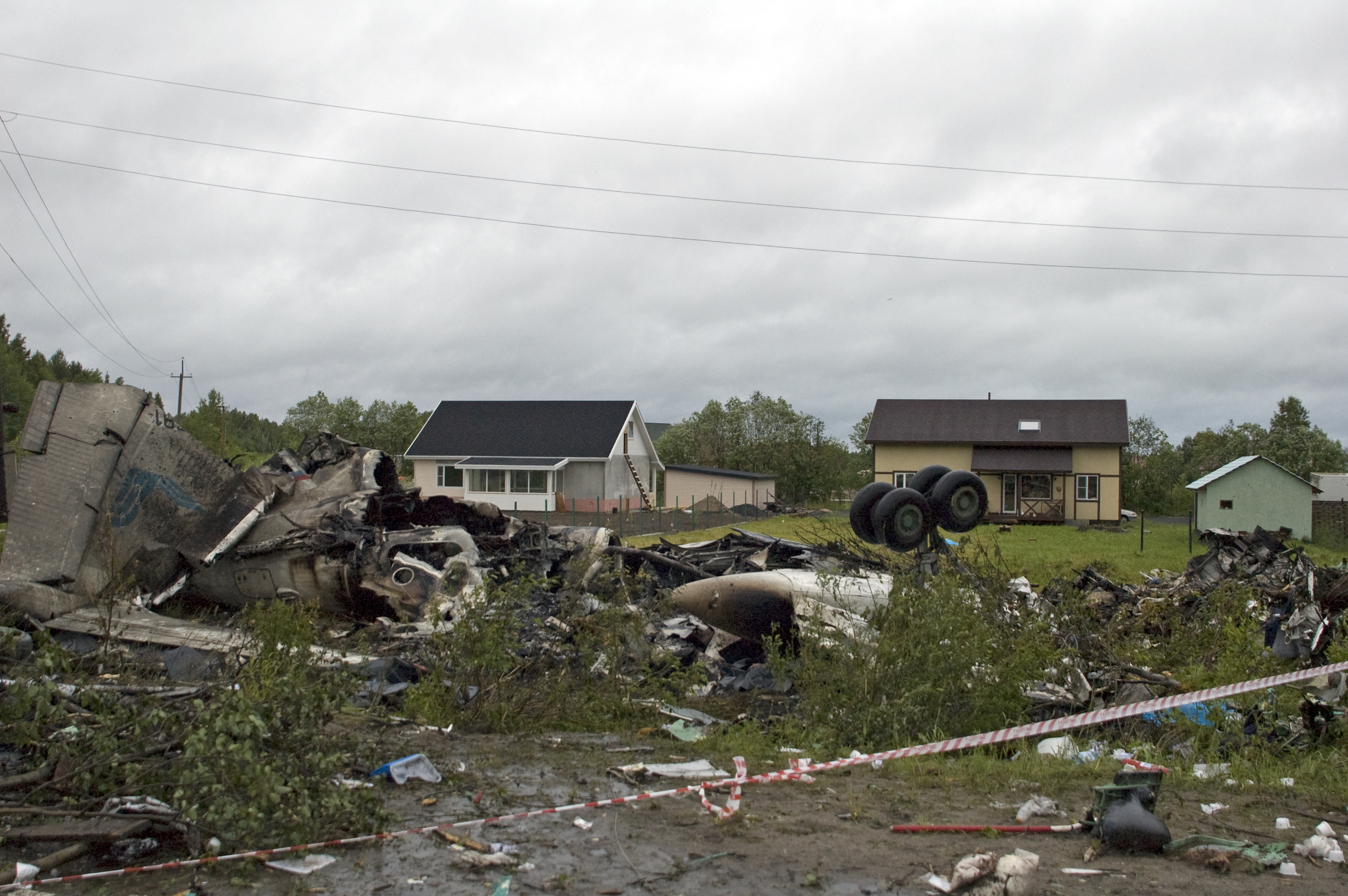
Обломки рейса 9605 на фоне жилых домов деревни Бесовец

На высоте 60 метров сработал сигнал системы GPWS, при которой КВС был обязан немедленно начать уход на второй круг; в 23:40:05 КВС сообщил: Не вижу пока. Смотрю, но своего решения не сообщил, а второй пилот, обязанный в этом случае начать уход на второй круг, также этого не сделал. В 23:40:08 штурман доложил об удалении 1,5 километра до ВПП одновременно с отсчётом бортмехаником высоты 50 метров. Самолёт, находясь значительно ниже глиссады, продолжал уклоняться вправо с креном 5—6°. Контроль со стороны экипажа за высотой, вертикальной скоростью снижения, креном и курсом был упущен, так как все члены экипажа пытались установить визуальный контакт с наземными ориентирами. Однако фактические метеоусловия при заходе на посадку в районе ДПРМ и БПРМ (низкая слоистая облачность высотой 30—40 метров, переходящая в туман с видимостью 500—700 метров) не позволили пилотам установить визуальный контакт с наземными ориентирами вплоть до столкновения самолёта с деревьями. Попыток прекратить снижение и начать уход на второй круг экипаж не предпринимал вплоть до столкновения.
В 23:40:12 MSK, через 2 секунды после отсчёта бортмехаником высоты 40 метров, лайнер начал сталкиваться с деревьями. Первое касание деревьев (вершины сосны высотой 25 метров) произошло в 1260 метров от торца ВПП на высоте 32 метра на скорости 280 км/ч; одновременно со столкновением с деревом КВС до упора отклонил штурвал на кабрирование, создав угол атаки вплоть до закритического. Правый крен из-за разрушения концевой части правого полукрыла начал энергично увеличиваться. Продолжая сталкиваться с деревьями, рейс ЦГИ-9605 с увеличивающимся правым креном пролетел ещё 510 метров от места первого столкновения с деревьями и врезался в бруствер на 16-м километре дороги на перекрёстке шоссе А133 Петрозаводск—Суоярви и поворота на аэропорт Петрозаводска в практически перевёрнутом положении (крен более 90°) и с углом тангажа не менее −10° (на пикирование); после удара о землю лайнер пробороздил около 150 метров по земле и остановился в 1,2 километра от аэропорта Петрозаводска и всего лишь в 20 метрах от жилых домов деревни Бесовец, при этом он полностью разрушился и загорелся. Незадолго до падения, в 425 метрах от места первого столкновения с деревьями самолёт пересёк ЛЭП, ведущую на БПРМ, и оборвал провода; это вызвало кратковременное (на 5 секунд) отключение системы светосигнального оборудования с огнями малой интенсивности.
Катастрофа произошла в точке координат 61°52′10″ с. ш. 34°08′53″ в. д..

### Расшифровка переговоров
| 23:36:07 | Шт  | Боковое левее 4 идем пока.                                           |
| 23:36:12 | Шт  | Удаление 23 километра.                                               |
| 23:36:14 | 2П  | ЦГИ 96-0-5, заняли 500.                                              |
| 23:36:16 | Ди  | ЦГИ 96-0-5, удаление 24, левее посадочного, 500 до входа в глиссаду. |
| 23:36:28 | БМ  | Шасси выпускаются.                                                   |
| 23:36:30 | Шт  | Общее 21, подходим к курсу.                                          |
| 23:36:41 | Шт  | Тут точка входа 10, левее 2 и 3, подходим к курсу.                   |
| 23:37:05 | Шт  | Левее километр и 200 метров.                                         |
| 23:37:08 | Шт  | 7 километров до точки входа.                                         |
| 23:37:14 | 2П  | Давай 20 закрылки (нрзб).                                            |
| 23:37:16 | КВС | 370 скорость выдерживаем.                                            |
| 23:37:19 | Ди  | ЦГИ 96-0-5, удаление 18, на посадочном курсе.                        |
| 23:37:25 | Шт  | (нрзб) 500, берём посадочный, 15 э… пока бери.                       |
| 23:37:30 | Шт  | Влево 3 снос.                                                        |
| 23:37:36 | Шт  | Ну, да, так бы, пока на 15 вывести.                                  |
| 23:37:41 | Шт  | Левее 200 метров идём.                                               |
| 23:37:44 | Шт  | 4 километра до точки.                                                |
| 23:37:46 | КВС | Закрылки 20.                                                         |
| 23:37:57 | Шт  | Влево 3 снос, на этом курсе.                                         |
| 23:37:59 | БМ  | 20 выпущены.                                                         |
| 23:38:03 | Шт  | 2 километра до точки входа.                                          |
| 23:38:04 | КВС | Закрылки 30.                                                         |
| 23:38:15 | БМ  | 30 выпущены.                                                         |
| 23:38:16 | Шт  | (нрзб) 500 метров до точки, строго на линии щас.                     |
| 23:38:20 | Ди  | ЦГИ 96-0-5, удаление 11, на курсе, подходите к глиссаде.             |
| 23:38:25 | 2П  | Подходим к глиссаде, ЦГИ 96-0-5, 500 сохраняем.                      |
| 23:38:28 | Шт  | Точка входа 10 и 4, снижаемся, вертикальная 4 метра.                 |
| 23:38:31 | КВС | Контроль по карте.                                                   |
| 23:38:47 | Шт  | Контроль закончен.                                                   |
| 23:38:49 | 2П  | ЦГИ 96-0-5, снижаемся, к посадке готовы.                             |
| 23:38:54 | Шт  | Вправо 3 курс.                                                       |
| 23:38:56 | Ди  | ЦГИ 96-0-5, удаление 8, на посадочном курсе, посадку разрешаю.       |
| 23:39:03 | 2П  | ЦГИ 96-0-5, посадку разрешили, пролёт дальнего.                      |
| 23:39:10 | Шт  | Удаление 6 километров, (нрзб) вертикальная 5 метров.                 |
| 23:39:11 | 2П  | Разрешили посадку.                                                   |
| 23:39:14 | КВС | 5 держу, выше идём чуть-чуть, да?                                    |
| 23:39:16 | Шт  | Да, выше идём, 6 метров вертикальная.                                |
| 23:39:21 | Шт  | Так, влево 5 снос, на этом курсе идём, влево не бери.                |
| 23:39:24 | КВС | Хорошо.                                                              |
| 23:39:34 | Шт  | Удаление 4, контрольная 220, пока 6 метров.                          |
| 23:39:48 | Шт  | Так, на этом курсе идём.                                             |
| 23:39:50 | Шт  | Удаление 3, 150 на глиссаде.                                         |
| 23:40:02 | Шт  | Удаление 2, оценка.                                                  |
| 23:40:04 | БМ  | 60.                                                                  |
| 23:40:05 | КВС | Не вижу пока.                                                        |
| 23:40:07 | КВС | Смотрю.                                                              |
| 23:40:08 | Шт  | (нрзб) полтора километра.                                            |
| 23:40:10 | БМ  | 40 метров.                                                           |
| 23:40:12 |     | Звук удара о сосну.                                                  |
| 23:40:13 | 2П  | Ё… т…ю мать!!!                                                       |
| 23:40:14 | Э   | (нрзб).                                                              |
| 23:40:14 |     | Конец записи.                                                        |

### Спасательная операция
Один из выживших пассажиров смог самостоятельно выбраться из самолёта. Местные жители оттащили часть раненых подальше от горящих обломков. Первая пожарная машина (из аэропорта), по утверждению директора аэропорта Петрозаводска, прибыла на место катастрофы через полторы минуты. Люди, спасшие выживших, позднее были награждены медалями.

### Погибшие и раненые

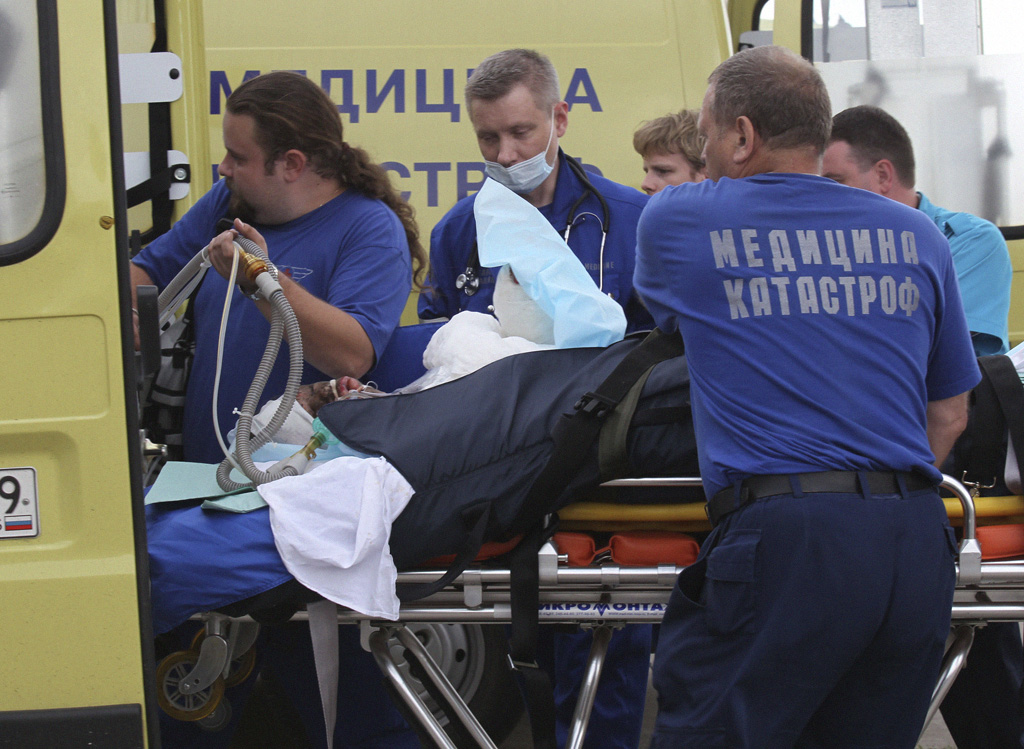
Встреча Ил-76 МЧС России с пострадавшими на аэродроме «Раменское»

В катастрофе погибли 44 человека — 8 членов экипажа (все 4 пилота, оба авиатехника и две стюардессы — Юлия Гурина и Елена Ерофеева) и 36 пассажиров (среди них 7 детей и арбитр FIFA Владимир Петтай), выжили 8 человек — 1 член экипажа (стюардесса Юлия Скворцова) и 7 пассажиров (в том числе 1 ребёнок), все получили ранения; состояние 7 из 8 выживших медики оценили как «крайне тяжёлое». МЧС России направило в Республику Карелия для эвакуации выживших самолёт Ил-76, оборудованный медицинскими модулями; на его борту были 15 врачей отряда «Центроспас» и 5 психологов.
На следующий день (21 июня) один из выживших (9-летний ребёнок) умер в детской республиканской больнице Карелии; количество жертв катастрофы увеличилось до 45 человек. 25 июня в больнице скончалась ещё одна выжившая пассажирка, позднее днём умер ещё один выживший. Число жертв катастрофы увеличилось до 47 человек.

## Реакция
В связи с авиакатастрофой дни 22, 23 и 24 июня 2011 года были объявлены в Республике Карелия днями траура. Празднование дня города Петрозаводска, которое должно было состояться 25 июня, было отменено.
23 июня Президент России Дмитрий Медведев поручил Министерству транспорта РФ рассмотреть возможность с 2012 года полного вывода авиалайнеров Ту-134 из эксплуатации на регулярных рейсах.

## Расследование
Расследование причин катастрофы рейса ЦГИ-9605 проводил Межгосударственный авиационный комитет (МАК).

### Выводы технической комиссии
Окончательный отчёт расследования МАК был опубликован 19 сентября 2011 года.
Согласно отчёту:
Причиной катастрофы самолёта Ту-134А RA-65691 явилось непринятие экипажем решения об уходе на второй круг и снижение самолёта ниже установленной минимальной безопасной высоты при отсутствии визуального контакта с огнями приближения и наземными ориентирами, что привело к столкновению самолёта с деревьями и землёй в управляемом полете.
В качестве факторов, которые могли способствовать развитию аварийной ситуации, названы:
- Неудовлетворительное взаимодействие в экипаже и управление ресурсами (CRM) со стороны командира рейса 9605 при выполнении захода на посадку, выразившееся в подчинении деятельности командира штурману, проявляющему повышенную активность и находящемуся в лёгкой степени алкогольного опьянения, и фактическом устранении второго пилота из контура управления самолётом на конечном этапе аварийного полёта.
- Выполнение полёта штурманом в состоянии лёгкой степени алкогольного опьянения.
- Неоправдавшийся прогноз погоды.
- Неиспользование экипажем показаний приборов для комплексного контроля положения ВС и использование нештатной навигационной системы.

Окончательный отчёт расследования был размещён на веб-сайте МАК.

### Дополнительные факторы, повлиявшие на катастрофу
- Отсутствие посадочной радиомаячной группы при заходе на ВПП № 01.
- Неудовлетворительное состояние светотехнического оборудования в момент захода на посадку.
- Более блеклое освещение ВПП относительно огней окрестного населённого пункта.
- Нестандартное расположение ДПРМ.
- Отсутствие на самолёте сертифицированных точных и надёжных средств захода на посадку в данных метеоусловиях (морально устаревшее оборудование).
- Неудовлетворительная эргономика кабины самолёта, приводящая к напряжённости работы экипажа в целом, более высокой вероятности совершения ошибки каждым членом экипажа.
- Стремление авиакомпании «РусЭйр» выполнить полёт «по расписанию».

Диспетчер аэропорта Петрозаводска Сергей Шматков заявил, что несколько раз просил командира экипажа рейса 9605 уйти на второй круг.

### Уголовное дело
Сразу после катастрофы Следственный комитет РФ возбудил уголовное дело по статье 263 УК РФ («Нарушение правил безопасности движения и эксплуатации железнодорожного, воздушного или водного транспорта»). Через год, в июне 2012 года, уголовное дело по факту катастрофы было прекращено.
Материалы дела в отношении чиновника Росавиации Эдуарда Войтовского и двух сотрудников аэропорта Петрозаводска (Владимира Шкарупы и Владимира Пронина) были выделены в отдельное производство. Уголовное дело в отношении них было завершено в марте 2013 года и направлено в Генеральную прокуратуру для утверждения обвинительного заключения. В июле 2015 года Генеральная прокуратура утвердила обвинительное заключение в отношении подозреваемых и передало дело в суд.

### Судебное разбирательство
Прионежский суд Республики Карелия года начал рассмотрение уголовного дела о катастрофе Ту-134 27 августа 2015 года. На скамье подсудимых оказались чиновник Росавиации Эдуард Войтовский, бывший начальник аэропорта Петрозаводска Владимир Шкарупа и начальник авиационной метеорологической станции аэропорта Владимир Пронин. Эдуард Войтовский был обвинён в совершении преступления, предусмотренного ч. 3 ст. 293 УК РФ («Халатность»). Владимир Шкарупа и Владимир Пронин обвинён по ч. 3 ст. 263 УК РФ («Нарушение правил безопасности движения и эксплуатации воздушного транспорта»).
По версии следствия, метеорологическое обеспечение полёта самолёта Шкарупой и Прониным было организовано с нарушением правил безопасности полёта и эксплуатации самолёта. Войтовский же выполнял государственные функции по обязательной сертификации АУ РК «Аэропорт Петрозаводск» с нарушением требований нормативно-правовых актов, в результате чего работа службы метеорологического обеспечения также выполнялась с нарушениями. Уголовное преследование пилотов разбившегося рейса 9605 (командира Александра Фёдорова, второго пилота Сергея Карякина и штурмана Аманберды Атаева) было прекращено в связи с их смертью. В суде обвиняемые заявили о своей невиновности.
В феврале 2017 года гособвинение просило приговорить Эдуарда Войтовского к 6 годам лишения свободы, Владимира Шкарупу к 5,5 годам, а Владимира Пронина к 5 годам; отбывать заключение, по предложению прокурора, обвиняемые должны были в колонии-поселении. В марте 2017 года все трое были признаны судом виновными и приговорены каждый к 5 годам лишения свободы условно, но сразу были амнистированы, освобождены от отбывания наказания и со снятием судимости. Обвиняемые подали кассационную жалобу в Верховный суд Карелии с требованием оправдательного приговора, но он оставил решение суда в силе.

## Память
20 июня 2012 года на месте катастрофы рейса ЦГИ-9605 состоялась церемония открытия мемориала. Скульптурная композиция представляет обгоревшее крыло самолёта и цветок гвоздики, символизирующий взрыв. Над ним находится взлетающая стая из 47 стилизованных птиц — по числу погибших в катастрофе. На заднем плане расположена каменная стена с мемориальными досками в виде обрывков фюзеляжа самолёта с иллюминаторами и именами погибших.
В этот же день в поселке Деревянка Прионежского района состоялось освящение часовни в честь святых Георгия, Анастасии и Любови. Часовня построена в память о погибших в катастрофе.

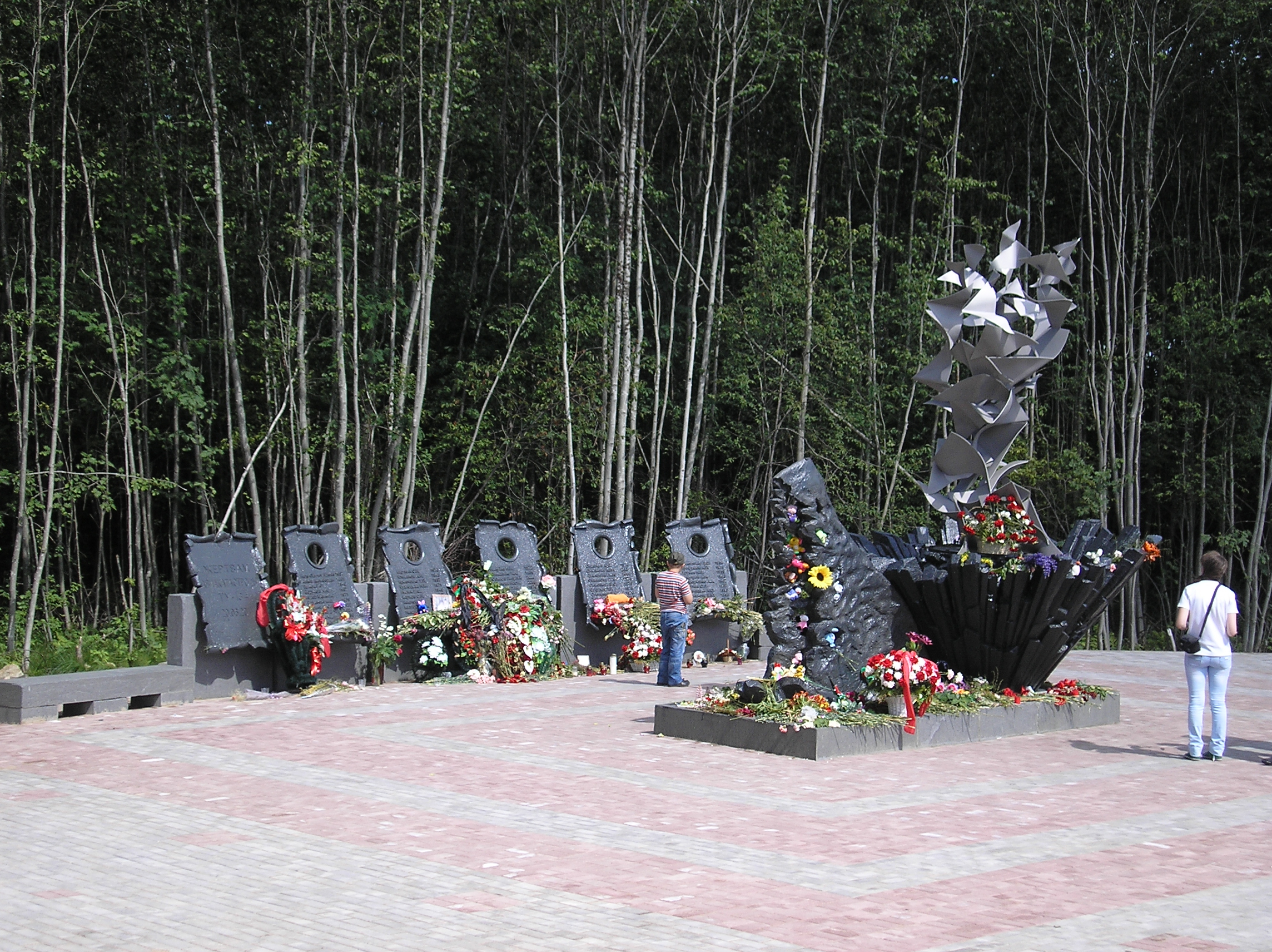
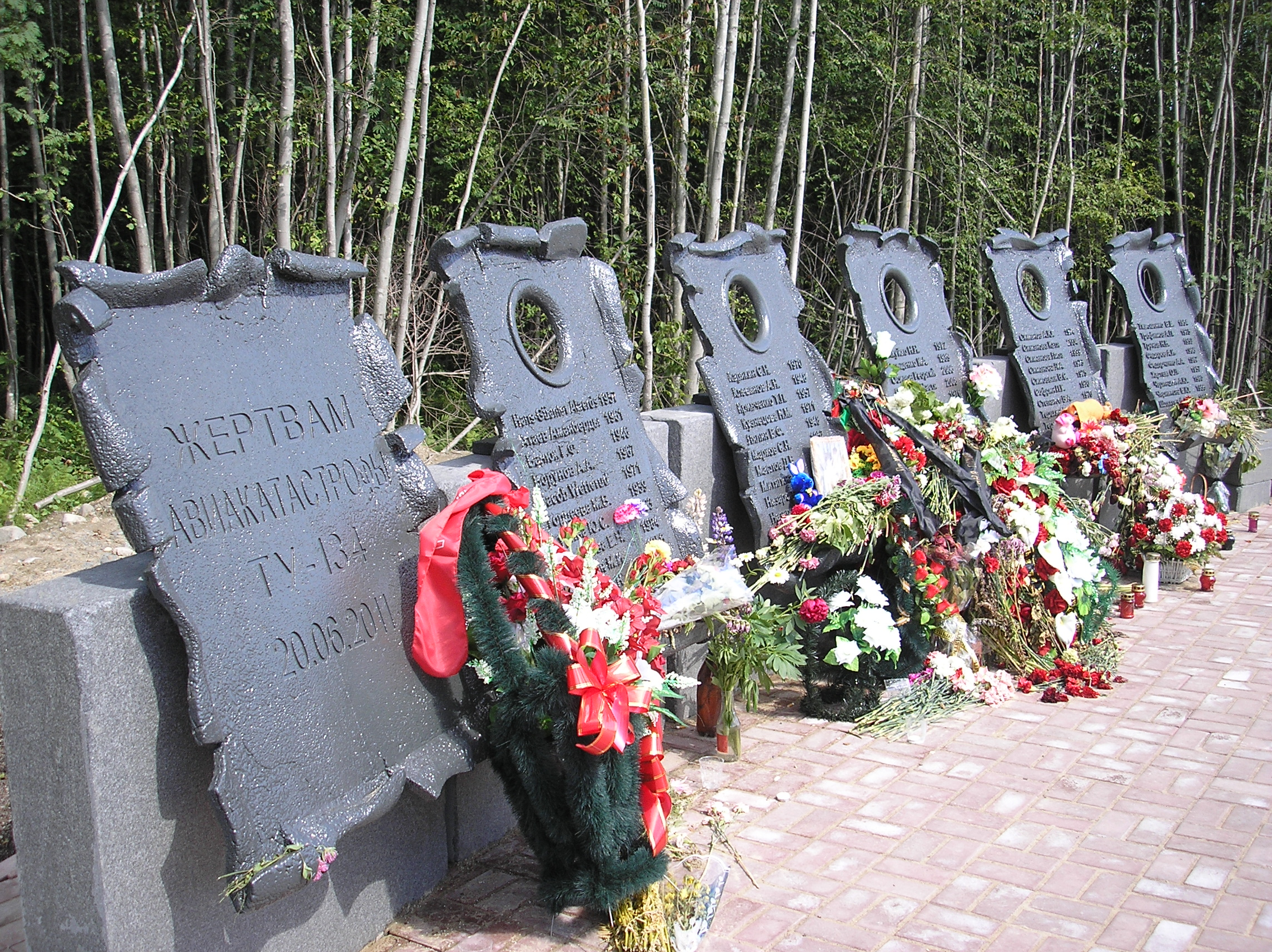
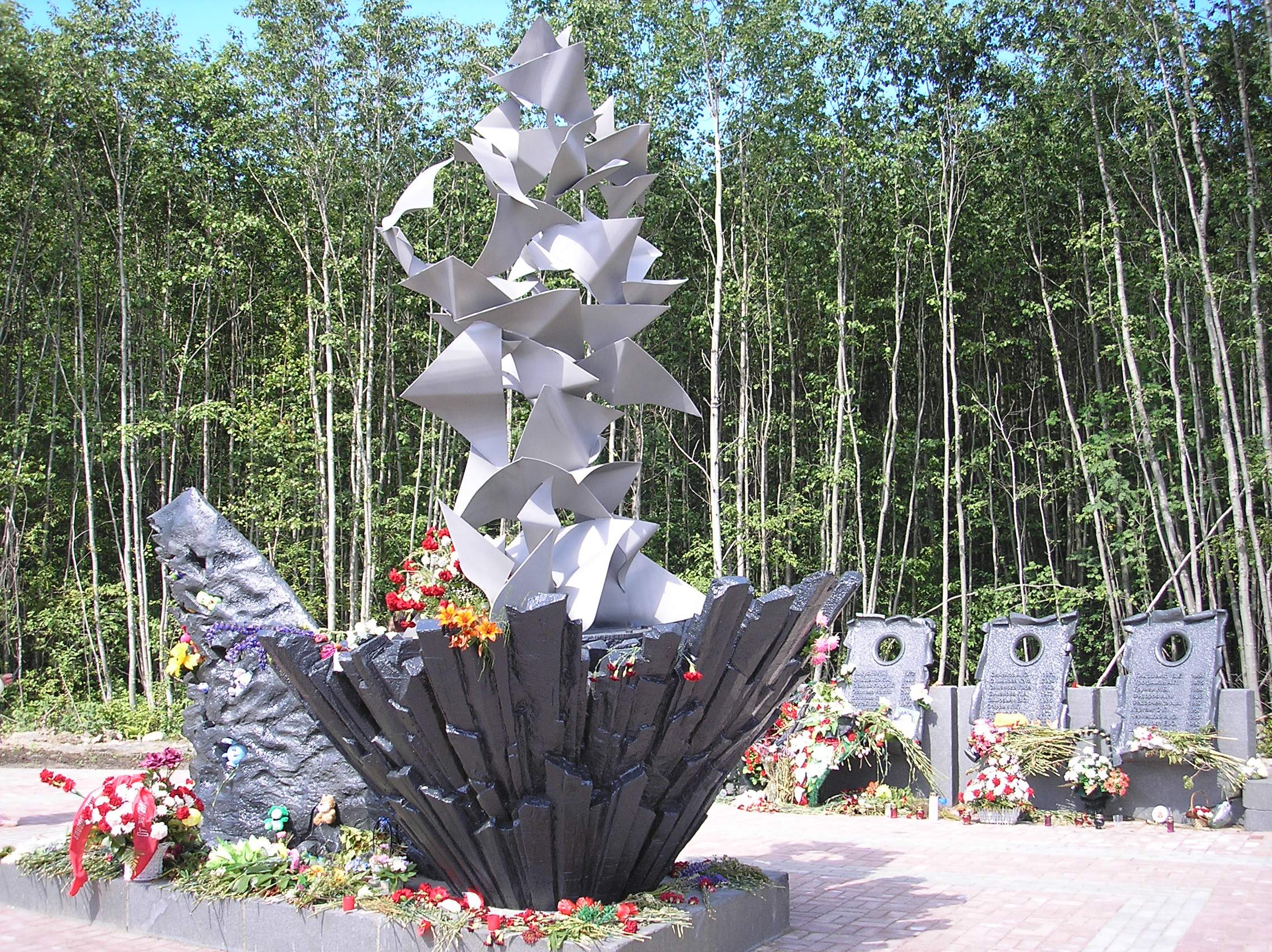

## Культурные аспекты
- Катастрофа под Петрозаводском упоминается в 9 серии 12 сезона канадского документального телесериала Расследования авиакатастроф, посвящённой авиакатастрофе под Ярославлем.
- Также катастрофа рейса 9605 упоминается в передаче «Спасатели — Смертельная конфигурация».
- Катастрофа упоминается в романе Джоне Шеттлера «Киров» как пример охватившей Россию атмосферы безответственности и самооправданий — сначала в ней обвинили чеченских террористов, потом иностранные комплектующие, а когда «пошли слухи» (якобы этот факт замалчивался), что причиной был пьяный пилот Антон Атаев (так в оригинале), то все свалили на то, что его незадолго до этого бросила жена.

### Комментарии
1. В период эксплуатации в авиакомпании «Татарстан»
2. ↑  В период эксплуатации в авиакомпании «Татарстан»
3. ↑  Сокращения: КВС — командир воздушного судна, 2П — второй пилот, Шт — штурман, БМ — бортмеханик, Э — кто-то из экипажа, Ди — Авиадиспетчер, нрзб — неразборчиво